# 소련의 발트 3국 점령
발트 3국의 소비에트화 또는 발트해 연안 국가의 소비에트화는 발트해 연안 국가인 에스토니아, 라트비아, 리투아니아가 소비에트 연방의 통치 하에 있을 때, 삶의 모든 영역들이 소련에 동화되는것을 의미한다.  첫 번째 기간은 1940년 6월부터 독일 점령이 시작된 1941년 7월까지의 점령을 보며, 두 번째 시기는 소련군이 독일군을 몰아낸 1944년부터 독립이 선언된 1991년까지로 본다.

## 초기
1940년 소련이 에스토니아, 라트비아, 리투아니아를 침공한 후 탄압이 뒤따랐고 소련은 대규모 추방을 감행했다. 이 추방으로 발트 3국 내에서의 반소비에트 세력이 추방되었고 리투아니아에 1500명의 당원, 라트비아에 500명, 에스토니아에 133명의 당원이 있는 잘 알려지지지 않았던 공산당원이 등장했다.

## 1940년 점령초기
소련은 먼저 과도기적인 "인민 의회를" 구성함으로써 발트해 연안 국가의 헌법적 변형을 시작했다. 스탈린의 측근들이 이끄는 발트 지역의 공산주의자들은 대통령과 관료들의 사임을 강요했고, 임시 인민 정부로 교체했다
소련은 각 주에 거의 알려지지 않은 기존 공산당의 거의 알려지지 않은 지도자를 즉시 설치하지 않고 오히려 광범위한 좌익 연합을 구성하는 동시에 소련 특사에게 사소한 변경조차도 승인되지 않는 내각 설치 목록을 제시하게했다. 새 내각은 처음에 소련에 편입하는 것은 말할 것도 없고 소련 체제를 수립하려는 의도를 부인했으며 대신 "파시스트" 정치인을 공직에서 축출할 뿐이라고 주장했다.
6월 말과 7월 초에 내각은 공산당이 유일한 합법 정당이라고 발표했다. 비공산주의자가 통제하는 모든 공공 활동은 금지되었고, 스카우트를 포함하여 공산주의 전선에 포함될 수 있는 정치적, 사회적 이념적, 종교적 정당들은 해산되었다.

## 1940년 부정선거
1940년 7월 14~15일에 소련에 충성하는 지역 공산주의자들이 "인민 의회"를 위한 조작된 의회 선거를 실시했다. 새로 발표된 선거 제한 때문에 공산주의자와 그 동맹들만이 사실상 출마할 수 있었다. 선거 결과는 공산주의자들이 다수를 차지할 수 있도록 완전히 조작되었다. 소련 언론은 선거 결과를 일찍 발표했고, 그 결과 투표가 마감되기 24시간 전에 이미 신문에 실리게 했다.
새로운 회의는 7월 말에 처음으로 소집되었으며, 각각의 경우에는 소련 가입을 청원하는 단일 업무 명령이 있었다. 이는 선거 전에 그러한 조치가 취해지지 않을 것이라는 주장을 거짓으로 만든 것이다. 청원은 통과되었다. 적절한 시기에 소련은 세 가지 청원을 모두 "수락"하고 세 나라를 공식적으로 합병했다. 소비에트 연방은 나중에 발트해 연안 사람들이 자국에서 사회주의 혁명을 수행한 후 자발적으로 소비에트 연방에 가입할 것을 요청했다는 주장을 뒷받침하기 위해 이 표를 사용했고, 또한 "인민에 대한 배신자", 즉 조국을 소련에 투표해야 하는 "정치적 의무"에 미치지 못한 사람들을 처벌하기 위해 공개 재판소가 설치되었다.

## 소련 통치시기 (1940~1941)
발트해 연안 국가에 새로운 소련이 설치한 정부는 정책을 현재 소련의 관행에 맞추기 시작했다. 그 과정에서 지배적인 교리에 따르면, 충성스러운 소비에트 시민들이 운영하는 새로운 사회주의 사회가 그 자리에 건설될 수 있도록 오래된 "부르주아" 사회가 파괴되었다.  재구성된 의회는 대규모 산업, 운송, 은행, 민간 주택 및 상업 전반의 국유화를 신속하게 선언했다. 당시는 토지가 인민의 재산으로 간주되었지만, 당분간 소련은 30헥타르(약 66에이커) 이상으로 구성된 토지만 몰수했다.
1940년 7월과 8월 사이에 미국과 영국에 주재한 에스토니아, 라트비아, 리투아니아 특사는 소련의 점령과 국가 합병에 대해 공식적으로 항의했으나 소련의 통제를 직접적으로 방해하지는 않았고, 발트해 연안 국가들은 국제법에 따라 법적 존재를 계속했다.

## 1944년 재점령
소비에트 연방은 1944년 발트해 공세의 일환으로 발트해 연안 국가들을 재점령했으며, 독일군을 패배시키기 위한 이중 군사-정치 작전과 1944년 여름-가을에 시작하여 항복할 때까지 지속된 "소련 발트해 민족 해방"이었다. 1945년 5월 쿠틀란트 포위전에서 독일군과 라트비아군. 숲의 형제들은 알려진 대로 영국(MI6), 미국 및 스웨덴 비밀 정보 기관뿐만 아니라 지역 주민들 사이에서 물질적 지원을 받았다. 제2차 세계 대전 후, 발트해 연안 국가들을 소련에 보다 완전하게 통합하려는 목표의 일환으로, 발트해 연안 국가들에서 발트 독일인의 대량 추방이 진행되었고, 발트해 연안 국가로의 러시아인 이민을 장려하는 정책이 계속되었다.

## 1991년 독립
1989년 베를린 장벽 붕괴 사건 이후 1990년 발트3국 내에선 민주화 투표가 열렸는데 민주화 정당이 과반수를 확보하자 소련의 정치군과 군대는 정부를 전복시키려 했지만 실패했다. 1991년, 발트해 연안 국가들은 사실상의 독립을 주장했고, 소련을 포함한 국제적 인정이 뒤따랐다. 소련에 의한 발트해 연안 국가들의 강제 병합을 결코 인정하지 않았던 미국은 공화국과의 완전한 외교 관계를 재개했다.